# Cíglerova
Cíglerova je ulice v katastrálním území Černý Most, Kyje a Hloubětín na Praze 14, která spojuje ulici Poděbradskou a Ocelkovu. Má přibližný západovýchodní průběh, avšak je mírně esovitě prohnutá. Největší část leží na Černém Mostě, v Kyjích leží úsek mezi ulicemi Broumarskou a Za Černým mostem a konečně v Hloubětíně krátký úsek mezi ulicí Za Černým mostem a Poděbradskou. Od západu do ní postupně ústí ulice Za Černým mostem, dále ji protíná Broumarská, poté do ní ústí Bratří Venclíků, Bouřilova, Trytova, Ronešova a nakonec Pospíchalova.

## Historie a názvy
Nazvána byla v roce 1976 v souvislosti s výstavbou sídliště Černý Most I podle kyjského občana Václava Cíglera (1901–1942), který aktivně působil v odboji (ilegální buňka KSČ) za druhé světové války. V roce 1941 byl zatčen a přestože byl propuštěn, byl i nadále pronásledován. Trpěl těžkou tuberkulózou a po dalším zatčení zemřel. Název tak patří ke skupině ulic pojmenovaných po kyjských občanech, kteří padli během Pražského povstání nebo byli nacisty umučeni v koncentračních táborech, jako ulice Anny Čížkové, Bouřilova, Bratří Venclíků, Ronešova, Trytova a Vlčkova. V roce 1983 byla ulice prodloužena od Broumarské směrem na západ o svůj kyjský a hloubětínský úsek, překonává tak mostem ulici Chlumeckou.

## Zástavba a charakter ulice
Na sever od hloubětínského a kyjského úseku je zeleň a za ní železniční trať Praha–Turnov (070), přes kterou vedl začouzený most, který dal název celému sídlišti. Na jih od hloubětínského úseku je zeleň a za ní ulice Kukelská s panelovými domy sídliště Lehovec. Na jih od kyjského úseku jsou rodinné domy se zahradami na ulicích Hůrská a Vajgarská. Celý tento popsaný úsek značně ovlivňuje rušná ulice Poděbradská, která na rozhraní katastrálních území přechází ve Chlumeckou. Na Černém mostě jsou po severní straně parkoviště, stanice metra Rajská zahrada a zeleň. Ulice probíhá rovnoběžně s tubusem žluté linky pražského metra B. Na jižní straně je multifunkční centrum čp. 1139 s lékárnou, poštou (198 00), rychlým občerstvením, supermarketem a parkovištěm. Dále následují panelové domy sídliště Černý Most I, Centrální park Černý Most a za zelení Poliklinika Parník.
Na ulici jsou autobusové zastávky Rajská zahrada, Ronešova a Poliklinika Černý Most.

## Budovy a instituce
- Stanice metra Rajská zahrada
- Restaurace Na Chlumecké, Cíglerova 1138/7
- Pošta Praha 98, Bratří Venclíků 1139/3
- Poliklinika Černý Most - Parník, Generála Janouška 902/17
- TOMEGAS s.r.o. – čerpací stanice LPG